# Bolesław Olszamowski
Bolesław Olszamowski (ur. w 1848 w Chorochoryniu, zm. 2 lipca 1920) – adwokat cywilsta, historyk prawa, działacz polski w Petersburgu.

## Życiorys
Był synem Huberta i Aleksandry, drobnych właścicieli ukaranych konfiskatą majątku za udział w powstaniu w 1831 roku. Uczył się w gimnazjum w Równem, skąd został wyrzucony z «wilczym biletem» za organizowanie kółek samokształceniowych. Ukończył jednak prawo w Petersburgu, następnie w 1879 zaczął pracować jako adwokat cywilista. Pełnił też funkcje honorowego radcy prawnego mohylewskiej kurii metropolitalnej i uczestniczył w procesach o skasowanie kościołów w Zelwie i Horodyszczu. Jego specjalnością były sprawy dotyczące własności ziemskiej w guberniach zachodnich cesarstwa. Był doradcą prawnym w ordynacji ołyckiej Radziwiłłów. Jako teoretyk prawa i jego historyk napisał kilka książek, w tym: Pravo po zemlevladeniju v Zapadnom Krae (Petersburg 1899), studium dot prawa kaduka w konstytucji z 1588 Objazatelnost dlja Velikogo Knjazestva Litovskogo konstitucii valnych sejmov byvsej Polskoj Recipospolitoj... (Petersburg 1897), Vypiski iz Litovskogo Statuta, iz Volumina Legum i z Sbornika Litovskich Zakonov s perevodami ich na russkij jazyk... (Petersburg 1897)
Udzielał się również w życiu kolonii polskiej w Petersburgu. Członek Rzymskokatolickiego Towarzystwa Dobroczynności w Petersburgu. Przez 10 lat był członkiem Rady Adwokackiej w Petersburgu. Brał aktywny udział w akcji wyborczej do I, II, III i IV Dumy Państwowej agitując wśród miejscowej Polonii za głosowaniem na kadetów. Od 1905 członek zarządu Związku Adwokatury Polskiej, zrzeszającego adwokatów polskich z całego imperium. Był także doradcą prawnym Koła Polskiego w Dumie. Po wybuchu pierwszej wojny światowej współinicjator a następnie działacz Polskiego Towarzystwa Pomocy Ofiarom Wojny, We wrześniu 1915 zrezygnował z funkcji skarbnika tego Towarzystwa, pozostał jednak członkiem jego Komitetu Głównego (1917).
W roku 1918 wrócił do Polski. Ze względu na stan zdrowia nie przyjął proponowanego mu stanowiska prezesa Polskiej Komisji Kodyfikacyjnej. Osiadł we własnym majątku Łaszczyzna, gdzie zmarł 2 lipca 1920.
11 grudnia 1930 Komitet Krzyża i Medalu Niepodległości na 98 posiedzeniu odrzucił wniosek o nadanie mu tego odznaczenia „z powodu braku pracy niepodległościowej”.
Po raz drugi ożenił się z Janiną z Radłowskich (1868–1938) , z którą miał czworo dzieci:
- Ludomira ps. „Hołobek” (1886–1945), porucznika piechoty[4], 28 grudnia 1933 odznaczonego Krzyżem Niepodległości[5][6][7][a] i Odznaką Pamiątkową Więźniów Ideowych[9],
- Janusza (1887–1920), porucznika kawalerii Wojska Polskiego, działacza niepodległościowego, kawalera Orderu Virtuti Militari, adiutanta przybocznego marszałka Polski Józefa Piłsudskiego,
- Zofię (1892–1983), doktor, archiwistkę, 19 grudnia 1933 odznaczoną Krzyżem Niepodległości[10][11],
- Halinę (1889–1976), prawniczkę, żonę Władysława Rawicz-Szczerbo.